# Боб'яково
Боб'яково (рос. Бобъяково) — присілок в Палкінському районі Псковської області Російської Федерації.
Населення становить 99 осіб. Входить до складу муніципального утворення Палкінська волость.

## Історія
Від 2015 року входить до складу муніципального утворення Палкінська волость.

## Населення
| 2001 | 2002 | 2010 | 2014 | 2015 | 2016 |
| ---- | ---- | ---- | ---- | ---- | ---- |
| 100  | ↘79  | ↘65  | ↗90  | →90  | ↗99  |